# چیغدم سلیشیک اونات
چیغدم سلیشیک اونات (انگلیسی: Çiğdem Selışık Onat؛ زادهٔ ۱۴ مهٔ ۱۹۳۹) بازیگر اهل ترکیه است.